# Cookers
Cookers est un film d'horreur américain réalisé par Dan Mintz, sorti en 2001. Le film raconte l'expérience d'un couple qui ont des visions effrayantes lorsqu'ils se cachent dans une vieille maison à la campagne pour préparer la drogue crystal meth.

## Synopsis
Après avoir volé les substances nécessaires pour créer l'amphétamine pure, un couple décide de la préparer dans le but de la revendre et faire un gros coup d'argent. L'homme est un utilisateur expérimenté qui a besoin de la drogue; sa copine est un expert dans la préparation illégale. Sur les conseils d'un de leurs amis, ils se cachent dans une vieille maison abandonnée, au milieu de la forêt. Bien sûr, ils ne peuvent pas préparer toute cette drogue sans y goûter. Les deux sont déjà très stressées par la peur du risque que les motards (auxquels ils ont volé les matériaux) pourraient trouver la maison, donc la consommation de la drogue augment encore plus leur anxiété.
Les deux préparateurs de drogue (appelés "Cookers" en anglais) se payent donc le trip d'une vie. Lorsque leur ami leur raconte une légende urbaine selon laquelle une petite fille aurait été la proie d'un mystérieux tueur dans la maison même, la paranoïa se met de la partie et leur imagination se met à leur jouer des tours. Y a-t-il vraiment une présence dans la maison ou est-ce que les deux "cookers" sont seulement trop défoncés qu'ils ont des hallucinations?

## Fiche technique
- Titre : Cookers
- Réalisation : Dan Mintz
- Scénario : Jack Moore et Jeff Ritchie
- Production : Jeff Ritchie et Wu Bing
- Société de production : Pacesetter Productions International
- Musique : Billy White Acre et Ennio Di Berardo
- Photographie : Dan Mintz
- Montage : Jim May et Dan Mintz
- Décors : Mara A. Spear
- Costumes : Mandi Line
- Pays d'origine : États-Unis
- Format : Couleurs - 1,85:1 - Dolby Digital - 35 mm
- Genre : Drame, horreur
- Durée : 96 minutes
- Dates de sortie : 23 avril 2001 (festival de Los Angeles), 25 février 2005 (États-Unis)

## Distribution
- Brad Hunt : Hector
- Cyia Batten : Dorena
- Patrick McGaw : Merle
- Frankie Ray : Le père

## Autour du film
- Le tournage s'est déroulé à Oxnard, en Californie.
- Premier film du réalisateur Dan Mintz, ce dernier retravaillera en 2004 avec les scénaristes Jack Moore et Jeff Ritchie sur American Crime.

## Récompenses
- Prix du meilleur film, meilleure photographie, meilleur montage et meilleure musique, lors du Festival international du film de Milan 2001.